# Chazey-sur-Ain
Chazey-sur-Ain település Franciaországban, Ain megyében. Lakosainak száma 1613 fő (2022. január 1.). Chazey-sur-Ain Blyes, Charnoz-sur-Ain, Leyment, Meximieux, Sainte-Julie, Saint-Maurice-de-Rémens, Villieu-Loyes-Mollon és Saint-Vulbas községekkel határos.

## Népesség
A település népességének változása:
| Lakosok száma | 524  | 695  | 895  | 1339 | 1544 | 1516 | 1514 | 1566 | 1590 | 1613 |
|               | 1968 | 1982 | 1990 | 2006 | 2013 | 2015 | 2017 | 2019 | 2020 | 2022 |

## Ismert szülöttjei
- III. Károly savoyai herceg (1486–1553)